# الصيغة الثالوثية

مخطط "درع الثالوث" أو "درع الإيمان" يرمز المسيحية الغربية التقليدية

الصيغة الثالوثية هي عبارة «باسم الآب والابن والروح القدس»، تشير إلى أقانيم الثالوث المسيحية الثلاثة. غالبًا ما يتبع هذا العبارة كلمة «آمين».
تُستخدم الصيغة الثالوثية في المعمودية وكذلك في العديد من الصلوات والطقوس والقداسات والقرابين. بالإضافة إلى استخدامها في المعمودية (التعميد)، فإن أحد الاستخدامات الأكثر شيوعًا هو عندما يقوم الروم الكاثوليك والأرثوذكس الشرقيون والشرقيون واللوثريون والأنجليكان والميثوديون وغيرهم بوضع علامة الصليب أثناء تلاوة النص.

## أصولها من الكتاب المقدس
هذه الكلمات مقتبسة من وصية اليسوع في الإرسالية الكبرى: «فَاذْهَبُوا وَتَلْمِذُوا جَمِيعَ الأُمَمِ وَعَمِّدُوهُمْ بِاسْمِ الآب وَالابْنِ وَالرُّوحِ الْقُدُسِ»(متى 28:19).
يبدو أن الفقرة مقتبسة من ديداخي (7: 1-3)، وهي في الغالب مقبولة على أنها أصلية بسبب وجود أدلة مخطوطة داعمة لها. ومع ذلك، فقد رأى بعض العلماء أن المقطع عبارة عن دس بسبب عدم وجوده في الاقتباسات المسيحية المبكرة من القرون القليلة الأولى، أي انه كان جزءًا من التقليد الشفوي الرسولي أو المسيحي أنذاك، ثم ظهرت في نصوص متى وديداخي.وقد دافعت ندوة يسوع مؤخراً عن وجهة نظر القائلة أن هذه الفقرة دس، وهي حركة للاثالوثية نشطت في التسعينيات. وصف منتقدو ندوة يسوع هذا النوع من الجدل بأنه تفسير قائم على استنتاج مسبق.

## استخدماتها في التعميد
وفقًا لمذاهب الكاثوليكية الرومانية، الأرثوذكسية الشرقية، الأرثوذكسية الشرقية، ومعظم أشكال البروتستانتية، مثل اللوثرية والأنجليكانية، فالمعمودية غير صحيحة إذا لم يقرأ فيها عبارة الثالوث. مما يعني، ان المذاهب المذكورة سابقاً لا يعترفون بالجماعات الدينية التي تعمد بدون نص الثالوث كأديان مسيحية، كما في: الموحدين، والبراناميون، والفرانكيون، وشهود يهوه، وأتباع وحدانية الخمسينية (حركة يسوع فقط)؛ حيث انهم جميعهم ينكرون الثالوث. هذا هو الحال أيضًا مع المعمودية داخل كنيسة يسوع المسيح لقديسي الأيام الأخيرة (كنيسة LDS). على الرغم من أن أعضاء LDS يعمدون بذكر الثالوث، إلا أنهم يرفضون مفهوم نيقية الثالوثي ويعتبرون أقانيم الثالوث الثلاثة شخصيات متميزة متحدة ليس في الجوهر، ولكن في السيادة والغرض.
المتحولون إلى الطوائف الثالوثية من المورمونية والطوائف اللاثالوثية الأخرى يجب أن يتعمدوا بذكر عبارة الثالوث (نيقية). الأديان والطوائف الأخرى (الفرانكيين، وحدانية الخمسينية، والبراناميون على وجه الخصوص) تستخدم عبارة «باسم يسوع المسيح» (استنادًا إلى أعمال الرسل 2:38) للمعمودية، وبالتالي يعاد تعميد المتحولين الذين تم تعميدهم لأول مرة وفقًا للصيغة الثالوثية، بزعم أنهم لم يكونوا على علم سابقًا بأن «يسوع هو الرب».
يُنظر إلى المعمودية وفقًا النص الثالوثي على أنها أساس المسكونية المسيحية (وهي دعوة إلى توحيد الكنائس)، مفهوم الوحدة بين المسيحيين المنتمين إلى طوائف مختلفة. 